# Plectranthus lactiflorus
Plectranthus lactiflorus là một loài thực vật có hoa trong họ Hoa môi. Loài này được (Vatke) ined. miêu tả khoa học đầu tiên.